# Gai Memmi (tribú 111 aC)
Gai Memmi (en llatí Caius Memmius) va ser un magistrat i polític romà del segle ii aC. Formava part de la gens Mèmmia, una gens romana d'origen plebeu. Podria ser que hagués estat conegut amb el renom de Mordax, si es refereix a ell uns fragments d'uns discursos de Luci Licini Cras.
Va ser elegit tribú de la plebs l'any 111 aC i es va oposar durament al partit oligàrquic durant la guerra de Jugurta. Les seves queixes contra la venalitat, incompetència i corrupció dels comandants, va obrir el camí perquè el comandament fos assolit per Metel Numídic i finalment per Gai Mari, d'origen plebeu però molt capacitat, i així va establir les bases per a aconseguir el final de la guerra.
Va acusar diversos nobles, entre ells Luci Calpurni Bèstia i Marc Emili Escaure. Va morir assassinat en els disturbis que van portar a la mort de Saturní i Glàucia l'any 100 aC quan era candidat a ser cònsol. Sal·lusti, a La guerra de Jugurta reprodueix un discurs de Gai Memmi en un to més aviat dramàtic i potser allunyat de l'original, però l'historiador tenia un molt bon concepte de l'oratòria de Memmi, més que Ciceró, que no el considerava gaire.